# Umu pae

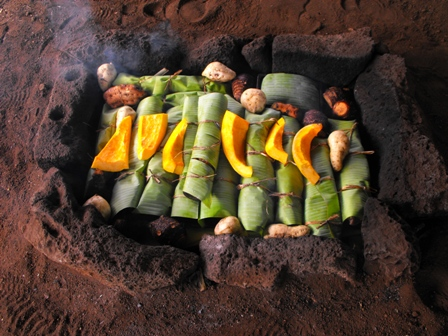
Preparación de comida en un umu pae

El umu pae o umu-pae es una especie de fogón realizado de piedras, tradicional de la cultura de la etnia Rapa nui, habitante de la Isla de Pascua, y antiguamente representó la única manera que tenían de cocinar los alimentos. En estos fogones se prepara el platillo típico de la isla, el umu ( "curanto" en rapanui ), cuya preparación es similar al curanto chilote.

## Características

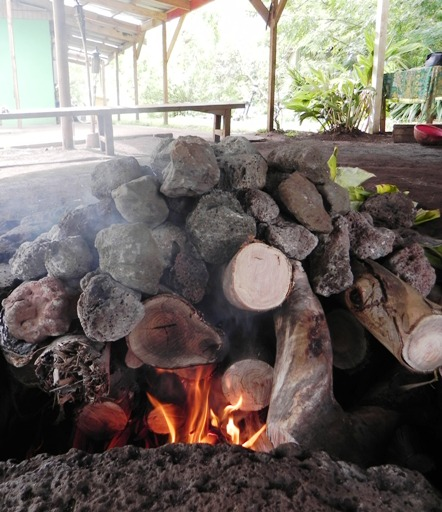
Vista de un umu pae

Los umu pae habitualmente se construían en el interior de las cuevas o en el exterior de las viviendas. Para su fabricación se realizaba primero un hoyo en la tierra, en este espacio se colocaba una piedra grande la cual era rodeada de otras piedras de forma rectangular, después se colocaba otro círculo de piedras a su alrededor para proteger al fogón y a las personas. Todavía pueden observarse en la Isla de Pascua los vestigios de antiguos umu pae.
Según las características con las que se fabricaban recibían diferentes denominaciones, se llamaban umu paepae cuando se construían bajo un techo o dentro de una pequeña habitación. Los fogones construidos sin el círculo de piedras rectangulares eran nombrados umu keri okaoka, si tenían un tamaño normal, y umu ava cuando eran de gran tamaño, como los usados en las celebraciones.

## Preparación del umu
Primero se coloca la leña dentro del fogón y se enciende, las piedras rectangulares que lo rodean sirven para conservar la temperatura. Luego se colocan piedras sobre la leña. Cuando las piedras están calientes se retira una parte de ellas y se colocan los alimentos sobre las piedras calientes, la carne, aves o pescado habitualmente van envueltos en hojas de plátano. Encima de los alimentos se coloca el resto de las piedras calientes y se cubre todo con pasto y hojas de plátano para evitar que se escape el vapor. Con este método los alimentos se cocen al vapor en un tiempo aproximado de 2 a 3 horas.

### Biibiografía
- Englert, Sebastián (2004). La tierra de Hotu Matu'a: historia y etnología de la Isla de Pascua : gramática y diccionario del antiguo idioma de Isla de Pascua. Editorial Universitaria. ISBN 9789561117044.

- Campbell, Ramón (1987). La cultura de la Isla de Pascua: mito y realidad. Andrés Bello.

- Datos: Q6155416